# Seis capítulos de una vida flotante
Seis capítulos de una vida flotante (Chino: 浮生六記; pinyin: Fú Shēng Liù Jì) es un libro autobiográfico de Shen Fu (沈復, 1763–1825) quien vivió durante la dinastía Qing. Solo se conservan cuatro de sus seis partes. Las cuatro partes son "Felicidad Conyugal," "Los Pequeños Placeres de la Vida," "Tristeza," y "Las Alegrías del Viaje." Dos partes más, "Experiencia" y "El Modo de Vida," están desaparecidos (o probablemente incompletos).  
Yang Yin, el cuñado del prominente escritor Wang Tao, encontró el manuscrito incompleto de la obra en un puesto de libros de segunda mano. Él le dio las cuatro partes a Wang, quien estaba en cargo del periódico de Shanghái, Shen Bao. Wang publicó el manuscrito en tipografía en 1877 e inmediatamente se volvió un mejor vendido. El Cuarto Registro fue escrito en 1808, entonces se cree que el libro se terminó después. Basado en el índice, podemos notar que el Quinto Registro es acerca de Una Historia de la Vida en Chungshan (la experiencia en Taiwán) y la Sexta es acerca de La Forma de Vivir. Después, las Quinta y Sexta partes cuales se reclamaron de haberse encontrado en otro puesto de libros fueron declarados fraudulentos por escolares.    
La frase "vida flotante" viene del prefacio a un poema por el poeta Tang, Li Bai: ...La vida flotante es pero un sueño; cuanto tiempo mas podemos disfrutar nuestra felicidad?
- Datos: Q1761416
- Multimedia: 浮生六記 / Q1761416